# یغیشه وارداپت
یغیشه وارداپت،الیشه وارداپت،یگیشه وارداپت،الیزئوس یا الیزائوس،(به ارمنی: Եղիշե); (به لاتین: Ełiše Vardapet) مورخ ارمنی است.

## زندگی
او بین سال‌های ۴۱۰ تا ۴۷۵ میلادی در ارمنستان می‌زیست. این مورخ دربارهٔ کیش زرتشتی در دورهٔ ساسانیان در رساله‌ای پرداخته‌است.
روایت این نویسنده بیشتر از این لحاظ که دربارهٔ اوضاع دینی ایران در دورهٔ ساسانی و به ویژه در عهد یزدگرد دوم و کوشش‌های مهرنرسی وزیر آن پادشاه برای گسترش کیش زرتشتی در بیرون از مرزهای ایران و بازگرداندن ارمنیان از دین برگشته به دین بهی گزارشی دارد که حائز اهمیت است. با اینکه یغیشه نویسنده‌ای آگاه به نظر می‌رسد باید یادآور شد که بسیاری از گواهی‌های او دربارهٔ باورهای ایرانی نادرست می‌نماید و گزارشی که از فرمان مهرنرسی نقل کرده، از منابع غیرقابل اعتماد مأخوذ بوده و شاید ساختگی باشد.
یغیشه از شاگردان مسروپ ماشتوتس آفرینندهٔ الفبای ارمنی بود. در ۴۳۴ میلادی او به اسکندریه رفت تا زبان یونانی، سریانی و علوم سبعه را بیاموزد. در ۴۴۱ میلادی به ارمنستان بازگشت و به نبرد آوارایر، مسیحیان ارمنستان با یزدگرد دوم پادشاه ساسانی پیوست. پس از شکست در جنگ، یغیشه زندگی سپاهی را بدرود گفت و در کوه‌های جنوب دریاچه وان گوشه‌گیری را برگزید. در آنجا بود که از وی خواسته‌شد تا رویدادهایی را که از سر گذرانده بنویسد و بدین‌گونه او روی به تاریخ‌نویسی آورد.

## تاریخ
یغیشه از درخشنده‌ترین چهرهای تاریخ‌نویسی ارمنی است. اثر او «تاریخ وارتان» (به ارمنی: Վասն Վարդանայ և հայոց պատերազմի) را که حاوی استدلالی موفقیت‌آمیز در مورد ارتباط وقایع است می‌توان «تاریخ ارمنیان» نوشته موسی خورناتسی مقایسه نمود. از نظر علمی خط مشی مثبت اثر یغیشه را باید این دانست که مؤلف نسبت به وقایع تاریخی موضع بی‌تفاوت نداشته و با طرفداری از جناح حق، سعی در توصیف و ستایش حوادث دارد. توأم با ارزش‌های علمی، تاریخ یغیشه از نظر هنری کمتر از هیچ‌یک از آثار مؤلفین ارمنی نبوده و بلکه از تمام آن‌ها بالاتر است.
در مورد زندگی یغیشه اطلاع کمی در دسترس است او شاهد نبرد آوارایر به رهبری وارتان مامیگونیان است. محتوای کتاب «تاریخ وارتان» یغیشه شامل حوادث مربوط به قیام عمومی سال ۴۵۱ میلادی علیه ساسانیان است. تاریخ یغیشه آکنده با خطوط حماسی است این کتاب از ابتدا تا انتها با روحی قوی و شیوا و زبانی درخشان و فصیح نوشته شده‌است.
یغیشه مبارزه قهرمانانه ارمنیان را علیه ساسانی را با تمام جزئیات حماسی اش توصیف می‌کند. او با احساسات شایان توجه، قهرمانان این مبارات را مورد ستایش قرار داده و از خائنین و حاکمان مستبد با تنفر و انزجار شدید یاد می‌کند.
در بخش هفتم تاریخ اش با صحبت در مورد مرگ «واساک سیونی» خائن کتابش را با سخنان زیر به پایان می‌برد:
«این یادداشت‌ها برای سرزنش و مذمت تقصیرهای او نوشته شد تا افرادی که از این جریانات آگاه می‌شود بر او و کارهایش لعنت کنند و کسی از او دنباله روی نکند.»
بدین ترتیب یغیشه در تاریخ اش یک هدف را دنبال می‌کند و آن تربیت خوانندگان به عنوان افرادی آزاده و متنفر از خائنان و مستبدان است. او از افرادی که برای هدفی مقدس در جبهه جنگ کشته می‌شوند ستایش و تمجید به عمل آورده و سعی می‌کند یادشان را در قلوب خوانندگان جاودانی سازد.
توأم با مقایسه زیبای ادبی، سخنان حکیمانه پر معنای او جذابیت خاصی به روش نگارش یغیشه می‌دهد. او در هر موقعیت مناسب یک سخن حکیمانه گفته‌است. به‌طور مثال:
«بهتر است چشم انسان کور باشد تا فکرش. مرگ ناآگاهانه مرگ است لیکن مرگ آگاهانه جاودانگی است.»
Մահ ոչ իմացեալ՝ մահ է, մահ իմացեալ՝ անմահութիւն է:— Yeghishe، History of Vardan and the Armenian War
«ترس نشانه نقصان ایمان است.»
تاریخ وارتان اثر یغیشه، همیشه یکی از الهام دهندگان بزرگ برای نویسندگان ارمنی بوده‌است. با تمهای آن به ویژه به منظور توصیف شخصیت قهرمانی وارتان مامیگونیان منظومه‌هایی چون «بلبل آوارایر» نوشته قوند آلیشان و «مرگ وارتان مامیگونیان» نوشته رافائل پاتکانیان و غیره، اشعار و نمایشنامه‌های متعددی نوشته شده‌اند.
«تاریخ یغیشه» مهمترین منبع و اساس رمان عالی ادبیات ارمنی شوروی یعنی «وارتاناک» اثر درنیک دمیرچیان محسوب می‌شود.